# Autoportrait dans l'atelier (Fontana)
Pour les articles homonymes, voir Autoportrait dans l'atelier.
Autoportrait dans l'atelier (en italien : Autoritratto nello studio) est le titre d'une peinture sur cuivre de la peintre maniériste italienne Lavinia Fontana, signée et datée de 1579. Il est conservé au musée des Offices à Florence.

## Histoire et description
La genèse de ce petit autoportrait en forme de tondo, signé et daté, a été reconstituée par Romeo Galli.
Le tableau a été commandé par l'historien et philologue dominicain Alfonso Chacón qui écrivit de Rome à la peintre  le 17 octobre 1578 pour lui demander un petit autoportrait  « un petit portrait d'elle-même » pour accompagner celui de Sofonisba Anguissola. L'autoportrait devait entrer dans sa collection iconographique de personnalités et Chacón avait en tête non seulement de le placer à côté de celui d'Anguissola, mais aussi de l'utiliser pour obtenir des gravures sur cuivre « pour pouvoir l'imprimer parmi 500 hommes et femmes illustres qui seront sculptés dans le cuivre ». Il a également assuré à la peintre bolonaise que pour récompense, il ferait ce qu'elle souhaitait.
Lavinia Fontana, peintre déjà connue, lui répondit par une longue lettre, le 3 mai 1579, qui accompagnait l'autoportrait demandé. Alfonso Chacón avait prévu de faire copier tous les autoportraits de sa collection, en grandeur nature et par le même peintre, afin de créer une galerie homogène de personnages illustres de son temps, à l'instar de ce qu'avait créé Paul Jove. Les frais des gravures ont été supportés par l'archiduc Ferdinand du Tyrol.
Lavinia Fontana se représente dans son atelier, assise à la table de travail, pendant qu'elle dessine à la plume deux statuettes, trouvailles archéologiques dont elle est une collectionneuse. Elle porte des vêtements élégants et soignés, une coiffe et de la dentelle ; elle a une chaîne avec une grande croix autour du cou et des bracelets aux poignets. D'une main, elle tient sa plume, et de l'autre un mouchoir. Au fond, on voit une petite étagère avec d'autres découvertes archéologiques. La peintre démontre qu'elle est familière avec la culture humaniste et qu'elle est également une collectionneuse raffinée d'antiquités. Elle se conforme ainsi aux souhaits du client, se montrant en femme pieuse et instruite.
La renommée de Lavinia Fontana parvient alors à Rome, où l'artiste s'installe en 1603-1604, pour y passer le reste de sa vie.
Cet autoportrait est resté dans la même collection jusqu'à la mort d'Alfonso Chacón en 1599. Il figurait alors dans la liste des peintures existant dans la villa de Ferdinand de Médicis à Poggio a Caiano. En 1773, il entre aux Offices.